# Alvordton (Ohio)
Alvordton es un lugar designado por el censo ubicado en el condado de Williams en el estado estadounidense de Ohio. En el Censo de 2010 tenía una población de 217 habitantes y una densidad poblacional de 331,16 personas por km².

## Geografía
Alvordton se encuentra ubicado en las coordenadas 41°39′49″N 84°26′4″O / 41.66361, -84.43444. Según la Oficina del Censo de los Estados Unidos, Alvordton tiene una superficie total de 0.66 km², de la cual 0.65 km² corresponden a tierra firme y (0.4%) 0 km² es agua.

## Demografía
Según el censo de 2010, había 217 personas residiendo en Alvordton. La densidad de población era de 331,16 hab./km². De los 217 habitantes, Alvordton estaba compuesto por el 95.85% blancos, el 2.76% eran afroamericanos, el 0% eran amerindios, el 0% eran asiáticos, el 0% eran isleños del Pacífico, el 0.92% eran de otras razas y el 0.46% pertenecían a dos o más razas. Del total de la población el 1.84% eran hispanos o latinos de cualquier raza.